# Aristea abyssinica
Aristea abyssinica là một loài thực vật có hoa trong họ Diên vĩ. Loài này được Pax miêu tả khoa học đầu tiên năm 1892.